# Henmilita
La henmilita és un mineral de la classe dels borats. Rep el seu nom pel professor Kitinosuke Henmi i la seva filla Chiyoko Henmi, del Departament de Ciències de la Terra de la Universitat de Okayama, en reconeixement del seu treball sobre els minerals d'skarn de Fuka.

## Característiques
La henmilita és un borat de fórmula química Ca₂Cu[B(OH)₄]₂(OH)₄. Cristal·litza en el sistema triclínic. Els cristalls són prismàtics pinacoidals que exhibeixen {100}, {010}, {101}, {102}, {110}, {011}, {142}, de fins a 3 mm; també cristal·litza de forma massiva. La seva duresa a l'escala de Mohs és d'entre 1,5 i 2.
Segons la classificació de Nickel-Strunz, la henmilita pertany a «06.AC - Monoborats, B(O,OH)₄, amb i sense anions addicionals; 1(T), 1(T)+OH, etc.» juntament amb els següents minerals: sinhalita, pseudosinhalita, behierita, schiavinatoïta, frolovita, hexahidroborita, bandylita, teepleïta, moydita-(Y), carboborita, sulfoborita, lüneburgita, seamanita i cahnita.

## Formació i jaciments
La henmilita va ser descoberta a la mina Fuka, a Takahashi (Prefectura d'Okayama, Honshū, Japó) en cavitats en els filons de borat en contacte amb pedra calcària metasomitzada; associada als següents minerals: pentahidroborita, tenorita, sil·lenita, bultfonteinita, cuspidina, thaumasita, brucita i calcita. Es tracta de l'únic indret on ha estat trobada aquesta espècie mineral.